# World Sailing
Międzynarodowa Federacja Żeglarska (ang. World Sailing, skrót WS) – międzynarodowa organizacja pozarządowa, zrzeszająca 145 narodowych federacji odpowiedzialnych za zarządzanie sportem żeglarskim.

## Historia
ISAF została założona w Paryżu 14 października 1907 r. jako Międzynarodowa Unia Jachtingu Regatowego (ang. IYRU – International Yacht Racing Union). 5 sierpnia 1996 r. zmieniono nazwę na Międzynarodowa Federacja Żeglarska' (ang. ISAF - International Sailing Federation). Obecnie do ISAF należy 114 narodowych związków żeglarskich. Obecna nazwa została przyjęta 14 listopada 2015, jako lepiej oddająca charakter działalności organizacji.

## Władze ISAF/World Sailing
Obecne władze ISAF/World Sailing:
- Prezes: Kim Andersen
- Wiceprezesi: Jan Dawson, Torben Grael, Ana Sanchez i Nadine Stegenwalner
- Siedziba: Londyn, Wielka Brytania

| L.p. | Kadencja    | Prezes          | Kraj            |
| ---- | ----------- | --------------- | --------------- |
|      | 1907 – 1946 | Zarząd          |                 |
| 1    | 1946 – 1955 | Ralph G. Gore   | Wielka Brytania |
| 2    | 1955 – 1969 | Peter Scott     | Wielka Brytania |
| 3    | 1969 – 1986 | Beppe Croce     | Włochy          |
| 4    | 1986 – 1994 | Peter Tallberg  | Finlandia       |
| 5    | 1994 – 2004 | Paul Henderson  | Kanada          |
| 6    | 2004 – 2012 | Göran Petersson | Szwecja         |
| 7    | 2012 – 2016 | Carlo Croce     | Włochy          |
| 8    | 2016 – 2020 | Kim Andersen    | Dania           |
| 9    | 2020 –      | Quanhai Le      |                 |

### Polacy we władzach ISAF
Stan na początek 2009 r:
Tomasz Holc (wiceprezes ISAF), Tomasz Chamera (rada ISAF, komisja ds. imprez żeglarskich), Agnieszka Gruszka (komisja ds. zawodów regionalnych), Piotr  Hlavaty (komisja ds. windsurfingu), Ewa Jodłowska (komisja ds. Młodzieżowych Mistrzostw Świata ISAF), Krystyna Lastowska (komisja ds. sędziów międzynarodowych), Maja Leśny (komisja ds. rankingów), Zofia Truchanowicz (komisja ds. przepisów regatowych żeglarstwa).
W 2020 roku wiceprezydentem World Sailing został prezes Polskiego Związku Żeglarskiego Tomasz Chamera.

## Oznaczenia ISAF
ISAF stosuje następujące oznaczenia państwowości (tzw. numer na żaglu):
- Jedno-, dwuliterowe (np: PZ-1, PZ-2 itd.) oznakowania państwowości jednostek stosowane przez Międzynarodową Federację Żeglarską oraz żeglarskie związki narodowe (tj. Żaglowce w rozumieniu Statek żaglowy / Sailing Vessel).
- Trzy literowe (np: POL 1, POL 2 itd.) oznakowania państwowości jednostek występujące w zawodach międzynarodowych (tj. we wszystkich regatach międzynarodowych. W rozumieniu ISAF regatami międzynarodowymi są regaty: ISAF, IO, mistrzostwa świata i mistrzostwa kontynentów oraz regaty określone jako międzynarodowe w ich zawiadomieniu o regatach i instrukcjach żeglugi)[4].

System ten nakazuje, aby każdy jacht miał na grocie i spinakerze – znak klasy, litery wskazujące przynależność państwową, kolejny numer w danej klasie nadany przez związek narodowy lub międzynarodowy danej klasy.

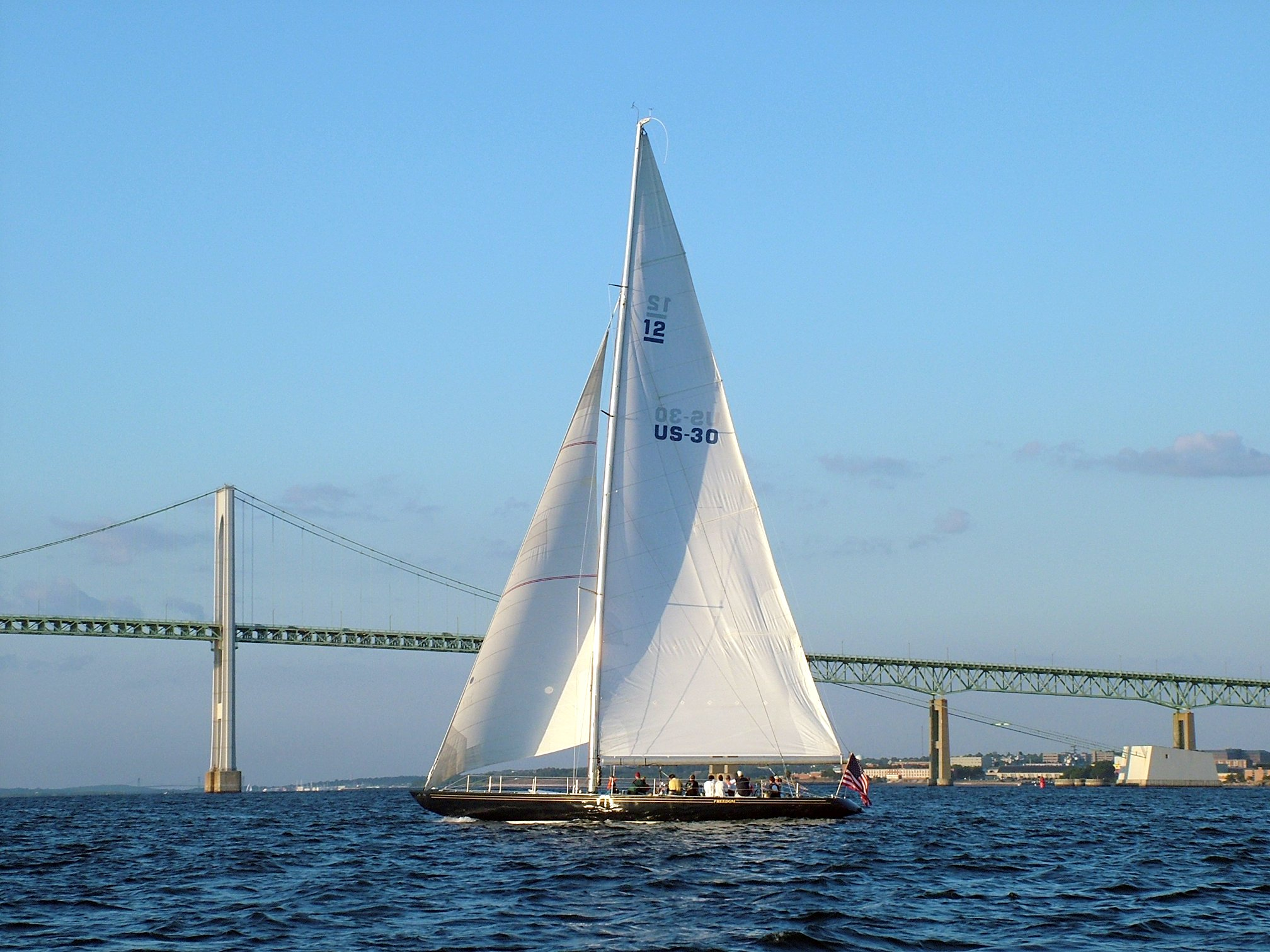
Przykład oznakowania:
12 – znak klasy
US – Stany Zjednoczone
30 – kolejny numer w danej klasie

| L.p.                  | Państwo                 | ISAF 1/2        | ISAF 3          |
| Państwa (wybór)       | Państwa (wybór)         | Państwa (wybór) | Państwa (wybór) |
| --------------------- | ----------------------- | --------------- | --------------- |
| 1                     | Australia               | KA              | AUS             |
| 2                     | Austria                 | OE              | AUT             |
| 3                     | Belgia                  | B               | BEL             |
| 4                     | Bułgaria                | BU              | BUL             |
| 5                     | Cypr                    | CP              | CYP             |
| 6                     | Dania                   | D               | DEN             |
| 7                     | Finlandia               | L               | FIN             |
| 8                     | Francja                 | F               | FRA             |
| 9                     | Grecja                  | GR              | GRE             |
| 10                    | Hiszpania               | E               | ESP             |
| 11                    | Holandia                | H               | HOL             |
| 12                    | Irlandia                | IR              | IRL             |
| 13                    | Islandia                | IL              | ISL             |
| 14                    | Izrael                  | IS              | ISR             |
| 15                    | Liechtenstein           | FL              | LIE             |
| 16                    | Malta                   | MT              | MLT             |
| 17                    | Monako                  | MO              | MON             |
| 18                    | Niemcy                  | G               | GER             |
| 19                    | Norwegia                | N               | NOR             |
| 20                    | Nowa Zelandia           | KZ              | NZL             |
| 21                    | Polska                  | PZ              | POL             |
| 22                    | Portugalia              | P               | POR             |
| 23                    | Rumunia                 | RM              | ROM             |
| 24                    | San Marino              | SM              | SMR             |
| 25                    | Stany Zjednoczone       | US              | USA             |
| 26                    | Szwajcaria              | Z               | SUI             |
| 27                    | Szwecja                 | S               | SWE             |
| 28                    | Turcja                  | TK              | TUR             |
| 29                    | Wielka Brytania         | K               | GBR             |
| 30                    | Węgry                   | M               | HUN             |
| 31                    | Włochy                  | I               | ITA             |
| Państwa nieistniejące |                         |                 |                 |
| 1                     | Czechosłowacja          | CZ              | CSV             |
| 2                     | Jugosławia · Jugosławia | Y               | YUG             |
| 3                     | NRD                     | DDR             | GDR             |
| 4                     | ZSRR                    | SR              | URS             |

## Żeglarz Roku ISAF
Nagrody te wręczane są corocznie od 1994 r. – ISAF World Sailor of the Year Awards. Przyznawane za wybitne osiągnięcia w żeglarstwie światowym, stanowią one najwyższy dowód uznania dla żeglarza/ki.  Od 2001 r. spółka Rolex jest sponsorem i patronem ISAF Rolex World Sailor of the Year Awards. Nagroda przyznawana jest w dwóch kategoriach:
- najlepszy żeglarz / męska załoga roku
- najlepsza żeglarka / kobieca załoga roku

| Rok  | najlepszy żeglarz                       | najlepsza żeglarka                   |
| ---- | --------------------------------------- | ------------------------------------ |
| 1994 | NZL Peter Blake GBR Robin Knox-Johnston | ESP Theresa Zabell                   |
| 1995 | NZL Russell Coutts                      | FRA Isabelle Autissier               |
| 1996 | GER Jochen Schümann                     | HKN Lee Lai Shan                     |
| 1997 | GBR Pete Goss                           | UKR Rusłana Taran i Ołena Pachołczyk |
| 1998 | GBR Ben Ainslie                         | HOL Carolijn Brouwer                 |
| 1999 | POL Mateusz Kusznierewicz               | HOL Margriet Matthijse               |
| 2000 | USA Mark Reynolds i Magnus Liljedahl    | GBR Shirley Robertson                |
| 2001 | BRA Robert Scheidt                      | GBR Ellen MacArthur                  |
| 2002 | GBR Ben Ainslie                         | GRC Sofia Bekatoru i Emilia Tsulfa   |
| 2003 | SUI Russell Coutts                      | NOR Siren Sundby                     |
| 2004 | BRA Robert Scheidt                      | GRC Sofia Bekatoru i Emilia Tsulfa   |
| 2005 | ESP Fernando Echávarri ESP Antón Paz    | GBR Ellen MacArthur                  |
| 2006 | NZL Mike Sanderson                      | USA Paige Railey                     |
| 2007 | USA Ed Baird                            | FRA Claire Leroy                     |
| 2008 | GBR Ben Ainslie                         | ITA Allesandra Sensini               |
| 2009 | BRA Torben Grael                        | USA Anna Tunnicliffe                 |
| 2010 | AUS Tom Slingsby                        | ESP Blanca Manchón                   |
| 2011 | ESP Iker Martínez i Xabier Fernández    | USA Anna Tunnicliffe                 |
| 2012 | GBR Ben Ainslie                         | CHN Xu Lijia                         |
| 2013 | AUS Mathew Belcher                      | NZL Jo Aleh i Polly Powrie           |
| 2014 | AUS James Spithill                      | BRA Martine Grael i Kahena Kunze     |
| 2015 | NZL Peter Burling i Blair Tuke          | GBR Sarah Ayton                      |
| 2016 | ARG Santiago Lange                      | GBR Hannah Mills i Saskia Clark      |
| 2017 | Peter Burling                           | Marit Bouwmeester                    |
| 2018 | Pavlos Kontides                         | Carolijn Brouwer Marie Riou          |
| 2019 | Anne-Marie Rindom                       | Marco Gradoni                        |
| 2020 | Nie przyznano nagród                    | Nie przyznano nagród                 |
| 2021 | Tom Slingsby                            | Hannah Mills i Eilidh McIntyre       |

## Członkostwo
- MKOl
- GAISF

## Dyscypliny
- regaty floty
- regaty meczowe
- regaty zespołowe
- regaty oceaniczne
- regaty wyścigowe
- regaty desek z żaglem (windsurfingów i kiteboardingów)
- regaty przybrzeżne lub rejsy

## Mistrzostwa świata
- Mistrzostwa świata w żeglarstwie (od 2003 roku).
- Puchar świata w żeglarstwie (od 2008 roku).
- Youth Sailing World Championships
- ISAF Offshore Team Racing World Championship
- ISAF Open Match Racing World Championship
- Para World Sailing Championships
- ISAF Team Racing World Championship
- Women's Match Racing World Championship